# Myrmarachne peckhami
Myrmarachne peckhami är en spindelart som beskrevs av Roewer 1951. Myrmarachne peckhami ingår i släktet Myrmarachne och familjen hoppspindlar. Inga underarter finns listade i Catalogue of Life.